# Khan Tuŏl Koŭk
Khan Tuŏl Koŭk är ett distrikt i Kambodja.   Det ligger i provinsen Phnom Penh, i den södra delen av landet. Huvudstaden Phnom Penh ligger i Khan Tuŏl Koŭk.